# Quản trị
Quản trị là sử dụng một nguồn lực hữu hạn để đạt được mục tiêu tối đa. Hay nói cách khác là tận dụng tốt nhất nguồn lực, sử dụng nguồn lực đạt hiệu quả nhất.

## Các định nghĩa
- Koontz và O' Donnel: quản trị là thông qua nhiệm vụ của nó, cho rằng nhiệm vụ cơ bản của quản trị là "thiết kế và duy trì một môi trường mà trong đó các cá nhân làm việc với nhau trong các nhóm có thể hoàn thành các nhiệm vụ và các mục tiêu đã định".
- Mary Parker Follett cho rằng "quản trị là nghệ thuật đạt được mục đích thông qua người khác".
- James Stoner và Stephen Robins: "Quản trị là tiến trình hoạch định, tổ chức, lãnh đạo và kiểm soát những hoạt động của các thành viên trong tổ chức và sử dụng tất cả các nguồn lực khác của tổ chức nhằm đạt được mục tiêu đề ra" •"Quản trị là sự tác động có hướng đích của chủ thể quản trị lên đối tượng quản trị nhằm đạt được những kết quả cao nhất với mục tiêu đã định trước"
- Ý kiến khác: Quản trị là sự tác động có hướng đích của chủ thể quản trị lên đối tượng quản trị nhằm đạt được những kết quả cao nhất với mục tiêu đã định trước.
- Nếu xét riêng từng từ một thì ta có thể giải thích như sau:

Quản: là đưa đối tượng vào khuôn mẫu quy định sẵn.
Trị: là dùng quyền lực buộc đối tượng phải làm theo khuôn mẫu đã định. Nếu đối tượng không thực hiện đúng thì sẽ áp dụng một hình phạt nào đó đủ mạnh, đủ sức thuyết phục để buộc đối tượng phải thi hành nhằm đạt được mục tiêu.
Điều kiện quản trị •Có chủ thể quản trị và đối tượng quản trị •Có mục tiêu cho cả chủ thể và đối tượng •Có nguồn lực
Quản trị có quan trọng trong tổ chức
Khái niệm tổ chức: sự sắp xếp người một cách có hệ thống nhằm thực hiện một mục đích nào đó. Đặc điểm của tổ chức: -Hình thành và tồn tại vì một mục đích nào đó -Là tập hợp gồm nhiều thành viên -Được xây dựng theo một trật tự nhất định
Vai trò quản trị trong tổ chức •Giúp tổ chức nhằm đạt được mục tiêu chung •Tạo lập và duy trì một môi trường nội bộ thuận lợi nhất cho mỗi cá nhân •Phát huy năng lực của mỗi cá nhân •Sử dụng hiệu quả nguồn lực có giới hạn

## Quản trị là khoa học, nghệ thuật và là 1 nghề
- Tính khoa học của quản trị thể hiện:

- Khoa học quản trị xây dựng nền lý thuyết về quản trị, giúp nhà quản trị cách tư duy hệ thống, khả năng phân tích và nhận diện đúng bản chất vấn đề và các kỹ thuật để giải quyết vấn đề phát sinh.
•Quản trị học là khoa học nghiên cứu phân tích về công việc quản trị trong tổ chức thành các nguyên tắc, lý thuyết có thể áp dụng cho các tình huống quản trị.
Khoa học quản trị cung cấp cho các nhà quản trị:
•những phương pháp khoa học nhằm giải quyết các vấn đề quản trị
•những quan niệm, ý niệm nhằm phân tích, đánh giá và nhận diện bản chất vấn đề
•những kỹ thuật đối phó với các vấn đề trong công việc
- Tính khoa học đòi hỏi nhà quản trị phải suy luận khoa học để giải quyết vấn đề, không nên dựa vào suy nghĩ chủ quan, cá nhân.
- Tính nghệ thuật của quản trị thể hiện:

Tính nghệ thuật: là sự tinh lọc kiến thức để vận dụng phù hợp trong từng lĩnh vực, từng tình huống
- Nghệ thuật là sự tinh lọc kiến thức để vận dụng phù hợp trong từng lĩnh vực, trong từng tình huống.
Ví dụ trong một số lĩnh vực sau:
+ Nghệ thuật sử dụng người.
+ Nghệ thuật quảng cáo.
+ Nghệ thuật giao tiếp, ứng xử.
+ Và trong bất cứ một lĩnh vực nào khác.
- Mối quan hệ giữa khoa học và nghệ thuật:

Mối quan hệ giữa khoa học và nghệ thuật:
•Nghệ thuật bao giờ cũng phải dựa trên nền tảng là sự hiểu biết về khoa học. Khoa học và nghệ thuật quản trị không đối lập nhau mà bổ sung cho nhau. Khoa học phát triển thì nghệ thuật quản trị cũng phát triển theo.
•Nắm được khoa học quản trị, nhà quản trị sẽ giảm bớt được những nguy cơ thất bại trong kinh doanh.
•Nắm được nghệ thuật quản trị, sẽ giúp nhà quản trị giữ được sự bền vững trong kinh doanh.
- quản trị là một nghề được thể hiên:

+ Quản trị là một nghề được đào tạo một cách hệ thống thông qua các chương trình hoàn chỉnh trong các hệ thống giáo dục trên thế giới.
+ Nghề quản trị mang tính chuyên nghiệp.
+ Thu nhập từ việc thực hiện nghề có khả năng đảm bảo cuộc sống cho người thực hiện nó

## Chức năng của quản trị

### Các chức năng của quản trị
Các nhà quản trị là người quản trị tốt thời gian và tiềm lực, biết nhìn nhận cơ hội và phải biết tận dụng cơ hội đó.
- Hoạch định:

- Đánh giá nguồn lực và thực trạng của tổ chức
- Chức năng xác định mục tiêu cần đạt được.
- Đề ra chương trình hành động để đạt mục tiêu trong từng khoảng thời gian nhất định.
- Đưa ra các kế hoạch khai thác cơ hội và hạn chế bất trắc của môi trường.
- Tổ chức:

- Chức năng tạo dựng một môi trường nội bộ thuận lợi để hoàn thành mục tiêu.
- Xác lập một cơ cấu tổ chức và thiết lập thẩm quyền cho các bộ phận, cá nhân, tạo sự phối hợp ngang, dọc trong hoạt động của tổ chức.
- Lãnh đạo là chỉ huy nhân tố con người sao cho tổ chức đạt đến mục tiêu. Nó bao gồm việc chỉ định đúng tài nguyên và cung cấp một hệ thống hỗ trợ hiệu quả. Lãnh đạo yêu cầu kĩ năng giao tiếp cao và khả năng thúc đẩy mọi người. Một trong những vấn đề quyết định trong công tác lãnh đạo là tìm được sự cân bằng giữa yêu cầu của nhân sự và hiệu quả sản xuất.
- Kiểm tra là chức năng để đánh giá chất lượng trong tiến trình thực hiện và chỉ ra sự chệch hướng có khả năng diễn ra hoặc đã diễn ra từ kế hoạch của tổ chức. Mục đích của chức năng này là để đảm bảo hiệu quả trong khi giữ vững kỉ luật và môi trường không rắc rối. Kiểm tra bao gồm quản lý thông tin, xác định hiệu quả của thành tích và đưa ra những hành động tương ứng kịp thời.